# Flugplatz Baltrum

i7
i11
i13

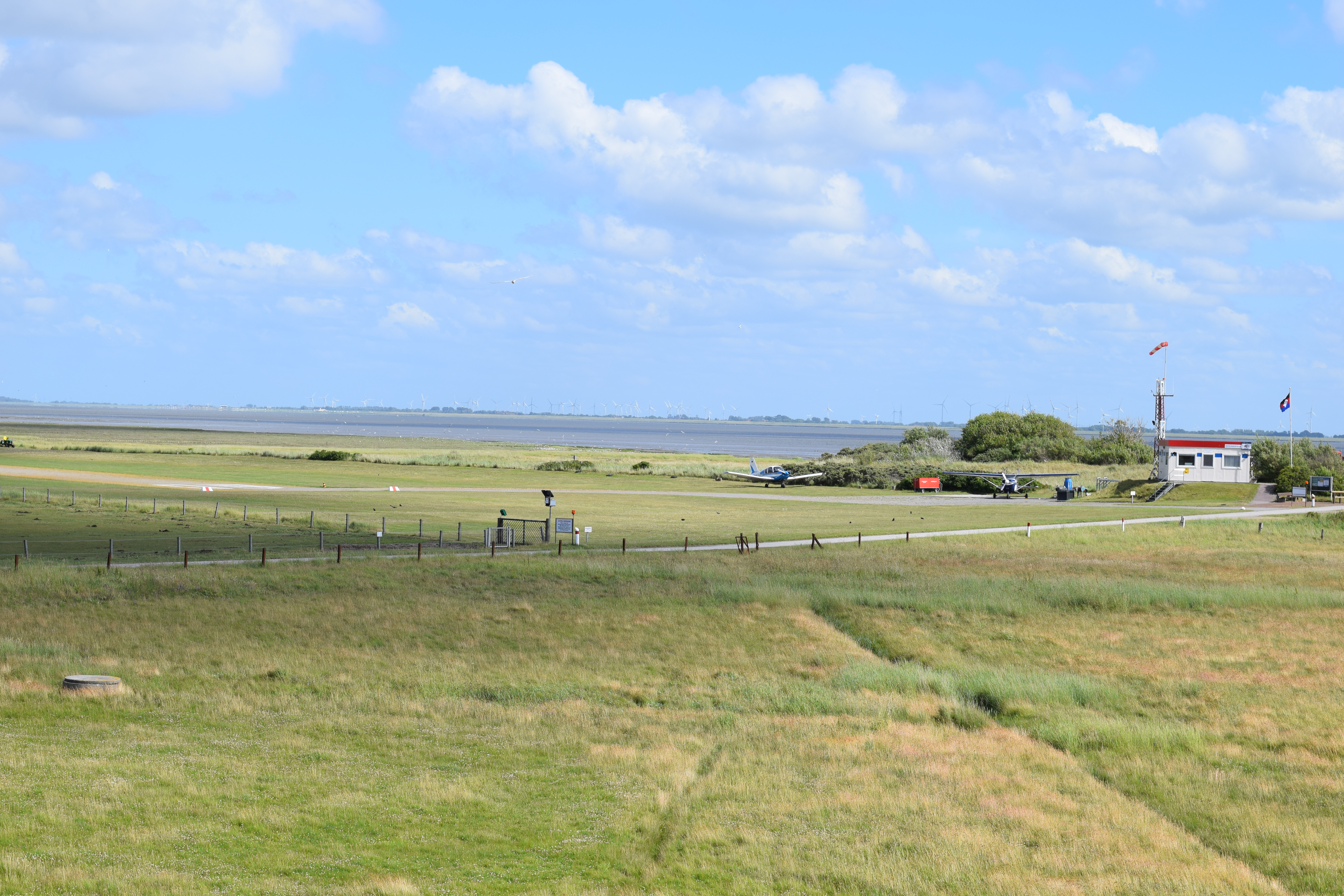
Flugplatzgebäude und Abstellfläche

Der Flugplatz Baltrum (ICAO-Code: EDWZ) ist ein Sonderlandeplatz auf der Nordsee-Insel Baltrum. 
Er liegt im Südwesten der ostfriesischen Insel und kann aufgrund der kurzen gepflasterten Start- und Landebahn (360 m) nur von einmotorigen Flugzeugen bis 1400 kg (und Cessna 206 und 182) und Hubschraubern (bis 5700 kg) angeflogen werden. Der Landeplatz wird auf einem von der Gemeinde Baltrum gepachteten Gelände von der Baltrum-Flug GbR betrieben.

## Fluggesellschaften und Ziele
Der kürzeste planmäßige Linienflug führt in acht Minuten zum Flugplatz Norden-Norddeich. Die Fluggesellschaft Luftverkehr Friesland Harle (LFH) bietet Charterflüge, Rundflüge und Bedarfslinienflüge zu anderen ostfriesischen Inseln und zum Festland an. Die LFH hat eine Cessna 172 auf Baltrum stationiert.
Der wirklich kürzeste Flug führt bei Westwind in ca. 4 Minuten nach Norderney, bei Ostwind in 5 Minuten nach Langeoog.